# حسین‌آباد باباخنجر
حسین‌آباد باباخنجر، روستایی از توابع بخش شیرین‌سو شهرستان کبودرآهنگ در استان همدان ایران است.

## جمعیت
این روستا در دهستان شیرین‌سو قرار دارد و براساس سرشماری مرکز آمار ایران در سال ۱۳۹۵، جمعیت آن ۴۰۸ نفر (۱۲۷خانوار) بوده‌است.